# Yongeichthys
Yongeichthys is een geslacht van straalvinnige vissen uit de familie van grondels (Gobiidae). Het geslacht is voor het eerst wetenschappelijk beschreven in 1932 door Whitley.

## Soorten
- Yongeichthys criniger (Valenciennes, 1837)
- Yongeichthys thomasi (Boulenger, 1916)
- Yongeichthys tuticorinensis (Fowler, 1925)